# ضد (فیلم ۱۹۹۲)
ضد (به هندی: Virodhi) فیلمی محصول سال ۱۹۹۲ و به کارگردانی راجکومار کوهلی است. در این فیلم بازیگرانی همچون درمندرا، سونیل دات، آرمان کوهلی، آنیتا راج، پونام دیلون، روپا گانگولی، پریم چوپرا، شاکتی کاپور، امجد خان، پارش راوال، گلشن گروور، شارات ساکسنا ایفای نقش کرده‌اند.